# Pastore rumeno Raven
Il cane pastore rumeno Raven o pastore rumeno nero o Romanian Raven Shepherd Dog  o Corb Shepherd (in romeno ciobănesc românesc corb che significa "pastore rumeno corvo") è una razza canina molossoide (tipo cane da montagna) di taglia grande che ha avuto origine in Romania. È stato riconosciuta dalla FCI il 14 novembre 2008.

## Storia
La razza originò in tempi molto antichi dall'archetipo razziale dei molossoidi, un grande cane da montagna selezionato in epoca protostorica nel Medioriente (fond. nella Mezzaluna Fertile), dove la nascente pastorizia aveva evidenziato la necessità di selezionare un grosso cane difensore del gregge, evolutosi durante l'Età del ferro come cane da guerra/palazzo nelle prime grandi civiltà (assiri, babilonesi, ittiti, egizi). Dalla Mesopotamia, il molossoide si diffuse verso il Mediterraneo originando diversi ceppi locali (dei quali il più famoso fu il "Molosso" d'Epiro da cui il gruppo di razze prese il nome): tutti cani accomunati da una certa tipologia caratteriale (forte, dominante, territoriale e protettiva verso la famiglia umana) ma con varianti morfologiche dovute alle diversità climatiche e del territorio.

Il "Corb" (lett. "corvo" poiché il suo manto è nero come l'ala di un corvo) discende da uno di questi ceppi locali europei del molossoide. La razza attuale si è formata nella zona dei Carpazi Meridionali, nelle regioni di Dâmbovița, Arges, Prahova, Brașov.

È stato riconosciuto dalla FCI il 4 novembre 2008.

## Descrizione
Nella sua zona di origine la razza è molto apprezzata ed è utilmente adoperata nella difesa delle greggi e come cane da guardia. 
Questo cane è conosciuto da generazioni, esso viene chiamato "Raven" a causa del suo mantello prevalentemente nero. Anche se il suo habitat storico è relativamente ristretto, a causa delle sue qualità la popolazione esistente è relativamente numerosa.

### Aspetto
Cane di taglia grande, imponente, coraggioso e fiero.
Presenta uno spiccato dimorfismo sessuale, i maschi sono più forti, di dimensioni maggiori che non le femmine. Il mantello è nero o prevalentemente nero, deve essere almeno l'80% sono ammesse macchie bianche sul petto e negli arti.
Le proporzioni tipiche sono: 
- Il rapporto tra la lunghezza del muso e la lunghezza del cranio è inferiore all'unità, il muso è leggermente più corto o ha quasi la stessa lunghezza del cranio.
- La lunghezza del corpo è leggermente superiore all'altezza al garrese, ha un profilo di forma rettangolare.
- L'articolazione scapolo-omerale è angolata in modo modesto (circa 100-110 gradi).

### Temperamento
Cane equilibrato, tranquillo con un istinto protettivo ben sviluppato ben subordinato al suo padrone leader (capobranco). È un buon guardiano per il bestiame, molto coraggioso nella lotta contro i predatori: orso, lupo.
La sua voce è forte, profonda e può essere ascoltata ad una grande distanza.